# William Robertson (politico)
William Henry Robertson (Bedford, 10 ottobre 1823 – Katonah, 6 dicembre 1898) è stato un avvocato e politico statunitense di New York.

## Biografia
Figlio di Henry Robertson, ricevette una formazione accademica, studiò legge e iniziò a esercitare la professione nella sua città natale.
Fu membro Whig dell'Assemblea dello Stato di New York (1º Distretto) nel 1849 e nel 1850; e del Senato dello Stato di New York (7º Distretto) nel 1854 e nel 1855 . Fu giudice del tribunale della contea di Westchester dal 1856 al 1866. Si unì al Partito Repubblicano al momento della sua fondazione nel 1855, e fu Grande elettore nel 1860, votando per Abraham Lincoln e Hannibal Hamlin.
Robertson fu eletto repubblicano al 40º Congresso degli Stati Uniti, in carica dal 4 marzo 1867 al 3 marzo 1869. Fu di nuovo membro del Senato dello Stato dal 1872 al 1881, sedendo nella 95ª, 96ª, 97ª, 98ª, 99ª,100°, 101°, 102° (in tutte e otto facente parte del nono distretto), 103ª e 104ª legislatura dello Stato di New York (in entrambe nel 12º Distretto). Nel 1874, dopo che un emendamento costituzionale lo nominò in carica a tempo permanente, fu eletto Presidente pro tempore del Senato dello Stato di New York . Rimase in questo incarico fino al suo ritiro dal Senato nel maggio 1881 al momento della sua nomina federale.
Nel 1881, fu nominato Collettore del porto di New York dal presidente James Garfield, la cui nomina fu dovuta all'aver contribuito a guidare una parte della delegazione di New York alla Convention nazionale repubblicana del 1880 per disertare la colonna di Grant. La nomina di Robertson al collezionismo, fatta senza consultare i desideri dei due senatori repubblicani degli Stati Uniti, Roscoe Conkling e Thomas C. Platt, e, secondo le loro affermazioni, in violazione dell'impegno del presidente, portò alle dimissioni dei due senatori e in una seria divisione del partito. Nell'aspra lotta tra le fazioni Stalwart e Mezzosangue che seguì, Robertson fu attivo nella campagna che portò all'elezione di nuovi senatori al posto di Conkling e Platt. Robertson fu delegato alla Convention nazionale repubblicana del 1884 e mantenne il ruolo fino al 1885. In seguito, riprese la sua pratica legale.
Fu nuovamente membro del Senato dello Stato (12º Distretto) dal 1888 al 1891, sedendo nella 111ª, 112ª, 113ª e 114ª legislatura dello Stato di New York.